# Classic Bruges-La Panne féminine 2023
La 6e édition de la Classic Bruges-La Panne féminine (officiellement Oxyclean Classic Brugge-De Panne) a lieu le 23 mars 2023. Elle fait partie de l'UCI World Tour féminin 2023. Elle est remportée par la Britannique Pfeiffer Georgi.

## Équipes
| UCI Women's WorldTeams (13)- Canyon-SRAM Racing - Team DSM - FDJ-Suez - Fenix-Deceuninck - Human Powered Health - Israel-Premier Tech Roland - Liv Racing TeqFind - Movistar Team - Trek-Segafredo - Team Jayco AlUla - SD Worx - UAE Team ADQ - Uno-X Pro Cycling Team Équipes féminines continentales (8)- AG Insurance - Soudal Quick-Step Team - Ceratizit-WNT Pro Cycling - Coop-Hitec Products - Duolar-Chevalmeire - Lifeplus Wahoo - Lotto Dstny Ladies - Parkhotel Valkenburg - Proximus-Alphamotorhomes-Doltcini CT |
| |

## Parcours
Le parcours démarre de Bruges et termine à La Panne. Il reste dans une zone très proche de la côte et est donc quasiment parfaitement plat. Il se conclut par deux boucles longues de 48,3 km autour de La Panne et Coxyde.

## Favorites
Elisa Balsamo, vainqueur sortante, vient de se classer deuxième du Trofeo Alfredo Binda-Comune di Cittiglio et fait donc partie des favorites. Lorena Wiebes est l'autre grande favorite. Les outsiders sont : Chiara Consonni, Charlotte Kool  et Lotta Henttala.

## Récit de la course
Le début de course est marqué par de nombreuses chutes. Après l'arrivée sur le circuit, la formation DSM provoque des bordures, mais le peloton se reforme ensuite. Dix coureuses sortent, il s'agit de : Elisa Balsamo, Lorena Wiebes, Charlotte Kool, Pfeiffer Georgi, Megan Jastrab, Amalie Dideriksen, Shari Bossuyt, Maike van der Duin, Alice Barnes, Julie De Wilde et Christina Schweinberger. Elles prennent rapidement de l'avance. Chiara Consonni tente de revenir seule, mais doit se résigner. À douze kilomètres de l'arrivée, Georgi et Jastrab accélèrent. Barnes et De Wilde chutent au même moment. Le groupe se reforme, mais Georgi et Jastrab attaquent à tour de rôle. Pfeiffer Georgi parvient à s'extraire et n'est plus reprise. Derrière, Elisa Balsamo devance Lorena Wiebes au sprint.

## Classements

### Classement final
| \| Classement général \| Classement général \| Classement général \| Classement général \| Classement général \| \| Coureuse \| Coureuse \| Pays \| Équipe \| Temps \| \| ------------------ \| ----------------------- \| ------------------ \| ---------------------- \| ------------------ \| \| 1re \| Pfeiffer Georgi \| Royaume-Uni \| Team DSM \| 4 h 17 min 12 s \| \| 2e \| Elisa Balsamo \| Italie \| Trek-Segafredo \| + 1 min 10 s \| \| 3e \| Lorena Wiebes \| Pays-Bas \| SD Worx \| + 1 min 10 s \| \| 4e \| Megan Jastrab \| États-Unis \| Team DSM \| + 1 min 10 s \| \| 5e \| Shari Bossuyt \| Belgique \| Canyon-SRAM Racing \| + 1 min 10 s \| \| 6e \| Amalie Dideriksen \| Danemark \| Uno-X Pro Cycling Team \| + 1 min 10 s \| \| 7e \| Maike van der Duin \| Pays-Bas \| Canyon-SRAM Racing \| + 1 min 38 s \| \| 8e \| Christina Schweinberger \| Autriche \| Fenix-Deceuninck \| + 1 min 39 s \| \| 9e \| Chiara Consonni \| Italie \| UAE Team ADQ \| + 4 min 14 s \| \| 10e \| Ilaria Sanguineti \| Italie \| Trek-Segafredo \| + 4 min 14 s \| |                         |             |                        |                 |
| |                         |             |                        |                 |
| |                         |             |                        |                 |
| Classement général |                         |             |                        |                 |
| Coureuse | Coureuse                | Pays        | Équipe                 | Temps           |
| 1re | Pfeiffer Georgi         | Royaume-Uni | Team DSM               | 4 h 17 min 12 s |
| 2e | Elisa Balsamo           | Italie      | Trek-Segafredo         | + 1 min 10 s    |
| 3e | Lorena Wiebes           | Pays-Bas    | SD Worx                | + 1 min 10 s    |
| 4e | Megan Jastrab           | États-Unis  | Team DSM               | + 1 min 10 s    |
| 5e | Shari Bossuyt           | Belgique    | Canyon-SRAM Racing     | + 1 min 10 s    |
| 6e | Amalie Dideriksen       | Danemark    | Uno-X Pro Cycling Team | + 1 min 10 s    |
| 7e | Maike van der Duin      | Pays-Bas    | Canyon-SRAM Racing     | + 1 min 38 s    |
| 8e | Christina Schweinberger | Autriche    | Fenix-Deceuninck       | + 1 min 39 s    |
| 9e | Chiara Consonni         | Italie      | UAE Team ADQ           | + 4 min 14 s    |
| 10e | Ilaria Sanguineti       | Italie      | Trek-Segafredo         | + 4 min 14 s    |

### UCI World Tour

#### Points attribués
| Position           | 1er | 2e  | 3e  | 4e  | 5e  | 6e  | 7e  | 8e  | 9e | 10e | 11e | 12e | 13e | 14e | 15e | 16e à 20e | 21e à 30e | 31e à 40e |
| Classement général | 400 | 320 | 260 | 220 | 180 | 140 | 120 | 100 | 80 | 68  | 56  | 48  | 40  | 32  | 28  | 24        | 16        | 8         |

| Classement par points | Classement par points | Classement par points | Classement par points  | Classement par points |
| Coureuse              | Coureuse              | Pays                  | Équipe                 | Points                |
| --------------------- | --------------------- | --------------------- | ---------------------- | --------------------- |
| 1re                   | Lorena Wiebes         | Pays-Bas              | SD Worx                | 1132 pts              |
| 2e                    | Elisa Balsamo         | Italie                | Trek-Segafredo         | 868 pts               |
| 3e                    | Amanda Spratt         | Australie             | Trek-Segafredo         | 754 pts               |
| 4e                    | Lotte Kopecky         | Belgique              | SD Worx                | 720 pts               |
| 5e                    | Pfeiffer Georgi       | Royaume-Uni           | Team DSM               | 714 pts               |
| 6e                    | Grace Brown           | Australie             | FDJ-Suez               | 562 pts               |
| 7e                    | Elisa Longo Borghini  | Italie                | Trek-Segafredo         | 536 pts               |
| 8e                    | Loes Adegeest         | Pays-Bas              | FDJ-Suez               | 480 pts               |
| 9e                    | Georgia Williams      | Nouvelle-Zélande      | EF Education-TIBCO-SVB | 430 pts               |
| 10e                   | Silvia Persico        | Italie                | UAE Team ADQ           | 430 pts               |

| Classement par points | Classement par points | Classement par points | Classement par points  | Classement par points |
| Coureuse              | Coureuse              | Pays                  | Équipe                 | Points                |
| --------------------- | --------------------- | --------------------- | ---------------------- | --------------------- |
| 1re                   | Lorena Wiebes         | Pays-Bas              | SD Worx                | 1132 pts              |
| 2e                    | Elisa Balsamo         | Italie                | Trek-Segafredo         | 868 pts               |
| 3e                    | Amanda Spratt         | Australie             | Trek-Segafredo         | 754 pts               |
| 4e                    | Lotte Kopecky         | Belgique              | SD Worx                | 720 pts               |
| 5e                    | Pfeiffer Georgi       | Royaume-Uni           | Team DSM               | 714 pts               |
| 6e                    | Grace Brown           | Australie             | FDJ-Suez               | 562 pts               |
| 7e                    | Elisa Longo Borghini  | Italie                | Trek-Segafredo         | 536 pts               |
| 8e                    | Loes Adegeest         | Pays-Bas              | FDJ-Suez               | 480 pts               |
| 9e                    | Georgia Williams      | Nouvelle-Zélande      | EF Education-TIBCO-SVB | 430 pts               |
| 10e                   | Silvia Persico        | Italie                | UAE Team ADQ           | 430 pts               |

| Classement du meilleur jeune | Classement du meilleur jeune | Classement du meilleur jeune | Classement du meilleur jeune | Classement du meilleur jeune |
| Coureuse                     | Coureuse                     | Pays                         | Équipe                       | Points                       |
| ---------------------------- | ---------------------------- | ---------------------------- | ---------------------------- | ---------------------------- |
| 1re                          | Maike van der Duin           | Pays-Bas                     | Canyon-SRAM Racing           | 14 pts                       |
| 2e                           | Henrietta Christie           | Nouvelle-Zélande             | Human Powered Health         | 10 pts                       |
| 3e                           | Gaia Realini                 | Italie                       | Trek-Segafredo               | 8 pts                        |

| Classement du meilleur jeune | Classement du meilleur jeune | Classement du meilleur jeune | Classement du meilleur jeune | Classement du meilleur jeune |
| Coureuse                     | Coureuse                     | Pays                         | Équipe                       | Points                       |
| ---------------------------- | ---------------------------- | ---------------------------- | ---------------------------- | ---------------------------- |
| 1re                          | Maike van der Duin           | Pays-Bas                     | Canyon-SRAM Racing           | 14 pts                       |
| 2e                           | Henrietta Christie           | Nouvelle-Zélande             | Human Powered Health         | 10 pts                       |
| 3e                           | Gaia Realini                 | Italie                       | Trek-Segafredo               | 8 pts                        |

| Classement par équipes aux points | Classement par équipes aux points | Classement par équipes aux points | Classement par équipes aux points |
| Équipe                            | Équipe                            | Pays                              | Points                            |
| --------------------------------- | --------------------------------- | --------------------------------- | --------------------------------- |
| 1re                               | Trek-Segafredo                    | États-Unis                        | 3184 pts                          |
| 2e                                | SD Worx                           | Pays-Bas                          | 2771 pts                          |
| 3e                                | FDJ-Suez                          | France                            | 2005 pts                          |
| 4e                                | Canyon-SRAM Racing                | Allemagne                         | 1618 pts                          |
| 5e                                | Team DSM                          | Pays-Bas                          | 1463 pts                          |
| 6e                                | UAE Team ADQ                      | Émirats arabes unis               | 1252 pts                          |
| 7e                                | Movistar Team                     | Espagne                           | 1049 pts                          |
| 8e                                | Uno-X Pro Cycling Team            | Norvège                           | 959 pts                           |
| 9e                                | EF Education-TIBCO-SVB            | États-Unis                        | 872 pts                           |
| 10e                               | Team Jayco AlUla                  | Australie                         | 846 pts                           |

| Classement par équipes aux points | Classement par équipes aux points | Classement par équipes aux points | Classement par équipes aux points |
| Équipe                            | Équipe                            | Pays                              | Points                            |
| --------------------------------- | --------------------------------- | --------------------------------- | --------------------------------- |
| 1re                               | Trek-Segafredo                    | États-Unis                        | 3184 pts                          |
| 2e                                | SD Worx                           | Pays-Bas                          | 2771 pts                          |
| 3e                                | FDJ-Suez                          | France                            | 2005 pts                          |
| 4e                                | Canyon-SRAM Racing                | Allemagne                         | 1618 pts                          |
| 5e                                | Team DSM                          | Pays-Bas                          | 1463 pts                          |
| 6e                                | UAE Team ADQ                      | Émirats arabes unis               | 1252 pts                          |
| 7e                                | Movistar Team                     | Espagne                           | 1049 pts                          |
| 8e                                | Uno-X Pro Cycling Team            | Norvège                           | 959 pts                           |
| 9e                                | EF Education-TIBCO-SVB            | États-Unis                        | 872 pts                           |
| 10e                               | Team Jayco AlUla                  | Australie                         | 846 pts                           |

## Liste des participantes
| Légende | Légende                                                                           | Légende | Légende                                                    |
| ------- | --------------------------------------------------------------------------------- | ------- | ---------------------------------------------------------- |
| Num     | Dossard de départ porté par le coureur sur cette Classic Bruges-La Panne féminine | Pos     | Position à l'arrivée de la course                          |
|         | Indique un maillot de champion national ou mondial, suivi de sa spécialité        | NP      | Indique un coureur qui n'a pas pris le départ de la course |
| AB      | Indique un coureur qui n'a pas terminé la course                                  | HD      | Indique un coureur qui a terminé la course hors des délais |

| Trek-Segafredo TFS | Trek-Segafredo TFS          | Trek-Segafredo TFS |
| ------------------ | --------------------------- | ------------------ |
| Num                | Coureuse                    | Pos                |
| 1                  | Elisa Balsamo (ITA) (route) | 2e                 |
| 2                  | Lucinda Brand (NED)         | 29e                |
| 3                  | Elynor Bäckstedt (GBR)      | 75e                |
| 4                  | Ilaria Sanguineti (ITA)     | 10e                |
| 5                  | Lisa Klein (GER)            | 56e                |

| SD Worx SDW | SD Worx SDW                     | SD Worx SDW |
| ----------- | ------------------------------- | ----------- |
| Num         | Coureuse                        | Pos         |
| 11          | Lorena Wiebes (NED) (route)     | 3e          |
| 12          | Christine Majerus (LUX) (route) | 17e         |
| 14          | Anna Shackley (GBR)             | 28e         |
| 15          | Lonneke Uneken (NED)            | 30e         |

| UAE Team ADQ UAD | UAE Team ADQ UAD          | UAE Team ADQ UAD |
| ---------------- | ------------------------- | ---------------- |
| Num              | Coureuse                  | Pos              |
| 21               | Marta Bastianelli (ITA)   | 32e              |
| 22               | Elizabeth Holden (GBR)    | 73e              |
| 23               | Chiara Consonni (ITA)     | 9e               |
| 24               | Eleonora Gasparrini (ITA) | 33e              |
| 25               | Laura Tomasi (ITA)        | 61e              |
| 26               | Anna Trevisi (ITA)        | 31e              |

| Human Powered Health HPW | Human Powered Health HPW      | Human Powered Health HPW |
| ------------------------ | ----------------------------- | ------------------------ |
| Num                      | Coureuse                      | Pos                      |
| 31                       | Alice Barnes (GBR)            | AB                       |
| 32                       | Mieke Kröger (GER)            | 77e                      |
| 33                       | Daria Pikulik (POL)           | 89e                      |
| 34                       | Marit Raaijmakers (NED)       | 78e                      |
| 35                       | Marjolein van 't Geloof (NED) | 37e                      |
| 36                       | Lily Williams (USA)           | 76e                      |

| Team Jayco AlUla BEX | Team Jayco AlUla BEX      | Team Jayco AlUla BEX |
| -------------------- | ------------------------- | -------------------- |
| Num                  | Coureuse                  | Pos                  |
| 41                   | Jessica Allen (AUS)       | 72e                  |
| 42                   | Ingvild Gåskjenn (NOR)    | 88e                  |
| 43                   | Georgie Howe (AUS)        | 26e                  |
| 44                   | Nina Kessler (NED)        | 41e                  |
| 45                   | Amber Pate (AUS)          | 59e                  |
| 46                   | Letizia Paternoster (ITA) | AB                   |

| Canyon-SRAM Racing CSR | Canyon-SRAM Racing CSR         | Canyon-SRAM Racing CSR |
| ---------------------- | ------------------------------ | ---------------------- |
| Num                    | Coureuse                       | Pos                    |
| 52                     | Shari Bossuyt (BEL)            | 5e                     |
| 54                     | Tiffany Cromwell (AUS)         | 12e                    |
| 55                     | Agnieszka Skalniak-Sójka (POL) | 49e                    |
| 56                     | Maike van der Duin (NED)       | 7e                     |

| Fenix-Deceuninck FED | Fenix-Deceuninck FED                  | Fenix-Deceuninck FED |
| -------------------- | ------------------------------------- | -------------------- |
| Num                  | Coureuse                              | Pos                  |
| 61                   | Cecilia van Zuthem (NED)              | 18e                  |
| 62                   | Maria Martins (POR)                   | 14e                  |
| 63                   | Julie De Wilde (BEL)                  | AB                   |
| 64                   | Evy Kuijpers (NED)                    | 71e                  |
| 65                   | Christina Schweinberger (AUT) (route) | 8e                   |
| 66                   | Marthe Truyen (BEL)                   | 16e                  |

| Israel-Premier Tech Roland CGS | Israel-Premier Tech Roland CGS | Israel-Premier Tech Roland CGS |
| ------------------------------ | ------------------------------ | ------------------------------ |
| Num                            | Coureuse                       | Pos                            |
| 71                             | Hannah Buch (GER)              | 44e                            |
| 72                             | Sofia Collinelli (ITA)         | 84e                            |
| 73                             | Fien Delbaere (BEL)            | 83e                            |
| 74                             | Silvia Magri (ITA)             | AB                             |
| 75                             | Mia Griffin (IRL)              | 47e                            |
| 76                             | Nguyễn Thị Thật (VIE) (route)  | AB                             |

| Movistar Team MOV | Movistar Team MOV      | Movistar Team MOV |
| ----------------- | ---------------------- | ----------------- |
| Num               | Coureuse               | Pos               |
| 81                | Aude Biannic (FRA)     | 22e               |
| 82                | Alicia González (ESP)  | 27e               |
| 83                | Sheyla Gutiérrez (ESP) | 74e               |
| 85                | Lourdes Oyarbide (ESP) | 60e               |
| 86                | Gloria Rodríguez (ESP) | 69e               |

| Liv Racing TeqFind LIV | Liv Racing TeqFind LIV         | Liv Racing TeqFind LIV |
| ---------------------- | ------------------------------ | ---------------------- |
| Num                    | Coureuse                       | Pos                    |
| 91                     | Rachele Barbieri (ITA)         | 51e                    |
| 92                     | Eva Buurman (NED)              | 86e                    |
| 93                     | Valerie Demey (BEL)            | 63e                    |
| 94                     | Jeanne Korevaar (NED)          | AB                     |
| 95                     | Marta Jaskulska (POL)          | 13e                    |
| 96                     | Tereza Neumanová (CZE) (route) | 36e                    |

| Team DSM DSM | Team DSM DSM           | Team DSM DSM |
| ------------ | ---------------------- | ------------ |
| Num          | Coureuse               | Pos          |
| 101          | Pfeiffer Georgi (GBR)  | 1re          |
| 102          | Daniek Hengeveld (NED) | 64e          |
| 103          | Megan Jastrab (USA)    | 4e           |
| 104          | Franziska Koch (GER)   | 23e          |
| 105          | Charlotte Kool (NED)   | 70e          |
| 106          | Maeve Plouffe (AUS)    | AB           |

| FDJ-Suez FST | FDJ-Suez FST           | FDJ-Suez FST |
| ------------ | ---------------------- | ------------ |
| Num          | Coureuse               | Pos          |
| 111          | Clara Copponi (FRA)    | 15e          |
| 112          | Eugénie Duval (FRA)    | 53e          |
| 113          | Emilia Fahlin (SWE)    | 52e          |
| 115          | Victorie Guilman (FRA) | 58e          |
| 116          | Jade Wiel (FRA)        | AB           |

| Uno-X Pro Cycling Team UXT | Uno-X Pro Cycling Team UXT     | Uno-X Pro Cycling Team UXT |
| -------------------------- | ------------------------------ | -------------------------- |
| Num                        | Coureuse                       | Pos                        |
| 121                        | Anniina Ahtosalo (FIN) (route) | 79e                        |
| 122                        | Amalie Dideriksen (DEN)        | 6e                         |
| 123                        | Marte Berg Edseth (NOR)        | AB                         |
| 124                        | Wilma Olausson (SWE)           | AB                         |
| 125                        | Julie Norman Leth (DEN)        | 11e                        |
| 126                        | Amalie Lutro (NOR)             | 66e                        |

| Ceratizit-WNT Pro Cycling WNT | Ceratizit-WNT Pro Cycling WNT | Ceratizit-WNT Pro Cycling WNT |
| ----------------------------- | ----------------------------- | ----------------------------- |
| Num                           | Coureuse                      | Pos                           |
| 131                           | Franziska Brauße (GER)        | 42e                           |
| 132                           | Mylène de Zoete (NED)         | 43e                           |
| 133                           | Cédrine Kerbaol (FRA)         | 19e                           |
| 134                           | Martina Fidanza (ITA)         | 81e                           |
| 135                           | Kathrin Schweinberger (AUT)   | 35e                           |
| 136                           | Lea Lin Teutenberg (GER)      | 67e                           |

| AG Insurance-Soudal Quick-Step AGS | AG Insurance-Soudal Quick-Step AGS | AG Insurance-Soudal Quick-Step AGS |
| ---------------------------------- | ---------------------------------- | ---------------------------------- |
| Num                                | Coureuse                           | Pos                                |
| 142                                | Julia Borgström (SWE)              | 20e                                |
| 144                                | Romy Kasper (GER)                  | 45e                                |
| 145                                | Lone Meertens (BEL)                | 54e                                |
| 146                                | Marthe Goossens (BEL)              | 38e                                |

| Lotto Dstny Ladies LDL | Lotto Dstny Ladies LDL  | Lotto Dstny Ladies LDL |
| ---------------------- | ----------------------- | ---------------------- |
| Num                    | Coureuse                | Pos                    |
| 151                    | Julie Hendrickx (BEL)   | 62e                    |
| 152                    | Mette Egtoft Jensen     | AB                     |
| 153                    | Kristýna Burlová (CZE)  | 34e                    |
| 154                    | Katrijn De Clercq (BEL) | 40e                    |
| 155                    | Mieke Docx (BEL)        | 50e                    |
| 156                    | Ines Van de Paar (BEL)  | AB                     |

| Duolar-Chevalmeire DCH | Duolar-Chevalmeire DCH | Duolar-Chevalmeire DCH |
| ---------------------- | ---------------------- | ---------------------- |
| Num                    | Coureuse               | Pos                    |
| 161                    | Kelly Druyts (BEL)     | AB                     |
| 162                    | Danique Braam (NED)    | 21e                    |
| 163                    | Tara Gins (BEL)        | AB                     |
| 164                    | Antonia Gröndahl (FIN) | 57e                    |
| 165                    | Andrea Martinez (MEX)  | AB                     |
| 166                    | Minke Bakker (NED)     | AB                     |

| Lifeplus Wahoo DRP | Lifeplus Wahoo DRP         | Lifeplus Wahoo DRP |
| ------------------ | -------------------------- | ------------------ |
| Num                | Coureuse                   | Pos                |
| 171                | Typhaine Laurance (FRA)    | AB                 |
| 172                | Maddie Leech (GBR)         | AB                 |
| 173                | Kate Richardson (GBR)      | AB                 |
| 174                | Kaja Rysz (POL)            | 24e                |
| 175                | April Tacey (GBR)          | 48e                |
| 176                | Babette van der Wolf (NED) | 25e                |

| Parkhotel Valkenburg PHV | Parkhotel Valkenburg PHV  | Parkhotel Valkenburg PHV |
| ------------------------ | ------------------------- | ------------------------ |
| Num                      | Coureuse                  | Pos                      |
| 181                      | Pien Limpens (NED)        | AB                       |
| 182                      | Scarlett Souren (NED)     | 65e                      |
| 183                      | Kirstie van Haaften (NED) | 39e                      |
| 184                      | Lisa Van Helvoirt (NED)   | 82e                      |
| 185                      | Sofie van Rooijen (NED)   | 80e                      |
| 186                      | Marith Vanhove (BEL)      | 68e                      |

| Proximus-Alphamotorhomes-Doltcini ___ | Proximus-Alphamotorhomes-Doltcini ___ | Proximus-Alphamotorhomes-Doltcini ___ |
| ------------------------------------- | ------------------------------------- | ------------------------------------- |
| Num                                   | Coureuse                              | Pos                                   |
| 191                                   | Ilse Grit (NED)                       | AB                                    |
| 192                                   | Caren Commissaris (NED)               | AB                                    |
| 193                                   | Margarita Lopez (ESP)                 | AB                                    |
| 194                                   | Melissa Hofman (NED)                  | AB                                    |
| 195                                   | Céline van Houtum (NED)               | 85e                                   |
| 196                                   | Nienke Wasmus (NED)                   | AB                                    |

| Coop-Hitec Products HPU | Coop-Hitec Products HPU | Coop-Hitec Products HPU |
| ----------------------- | ----------------------- | ----------------------- |
| Num                     | Coureuse                | Pos                     |
| 201                     | Kerry Jonker (RSA)      | AB                      |
| 202                     | Georgia Danford (AUS)   | 87e                     |
| 203                     | Jessica Roberts (GBR)   | 55e                     |
| 204                     | Tiril Jørgensen (NOR)   | AB                      |
| 205                     | Sylvie Swinkels (NED)   | AB                      |
| 206                     | Nora Tveit (NOR)        | 46e                     |

| Trek-Segafredo TFS | Trek-Segafredo TFS          | Trek-Segafredo TFS |
| ------------------ | --------------------------- | ------------------ |
| Num                | Coureuse                    | Pos                |
| 1                  | Elisa Balsamo (ITA) (route) | 2e                 |
| 2                  | Lucinda Brand (NED)         | 29e                |
| 3                  | Elynor Bäckstedt (GBR)      | 75e                |
| 4                  | Ilaria Sanguineti (ITA)     | 10e                |
| 5                  | Lisa Klein (GER)            | 56e                |

| SD Worx SDW | SD Worx SDW                     | SD Worx SDW |
| ----------- | ------------------------------- | ----------- |
| Num         | Coureuse                        | Pos         |
| 11          | Lorena Wiebes (NED) (route)     | 3e          |
| 12          | Christine Majerus (LUX) (route) | 17e         |
| 14          | Anna Shackley (GBR)             | 28e         |
| 15          | Lonneke Uneken (NED)            | 30e         |

| UAE Team ADQ UAD | UAE Team ADQ UAD          | UAE Team ADQ UAD |
| ---------------- | ------------------------- | ---------------- |
| Num              | Coureuse                  | Pos              |
| 21               | Marta Bastianelli (ITA)   | 32e              |
| 22               | Elizabeth Holden (GBR)    | 73e              |
| 23               | Chiara Consonni (ITA)     | 9e               |
| 24               | Eleonora Gasparrini (ITA) | 33e              |
| 25               | Laura Tomasi (ITA)        | 61e              |
| 26               | Anna Trevisi (ITA)        | 31e              |

| Human Powered Health HPW | Human Powered Health HPW      | Human Powered Health HPW |
| ------------------------ | ----------------------------- | ------------------------ |
| Num                      | Coureuse                      | Pos                      |
| 31                       | Alice Barnes (GBR)            | AB                       |
| 32                       | Mieke Kröger (GER)            | 77e                      |
| 33                       | Daria Pikulik (POL)           | 89e                      |
| 34                       | Marit Raaijmakers (NED)       | 78e                      |
| 35                       | Marjolein van 't Geloof (NED) | 37e                      |
| 36                       | Lily Williams (USA)           | 76e                      |

| Team Jayco AlUla BEX | Team Jayco AlUla BEX      | Team Jayco AlUla BEX |
| -------------------- | ------------------------- | -------------------- |
| Num                  | Coureuse                  | Pos                  |
| 41                   | Jessica Allen (AUS)       | 72e                  |
| 42                   | Ingvild Gåskjenn (NOR)    | 88e                  |
| 43                   | Georgie Howe (AUS)        | 26e                  |
| 44                   | Nina Kessler (NED)        | 41e                  |
| 45                   | Amber Pate (AUS)          | 59e                  |
| 46                   | Letizia Paternoster (ITA) | AB                   |

| Canyon-SRAM Racing CSR | Canyon-SRAM Racing CSR         | Canyon-SRAM Racing CSR |
| ---------------------- | ------------------------------ | ---------------------- |
| Num                    | Coureuse                       | Pos                    |
| 52                     | Shari Bossuyt (BEL)            | 5e                     |
| 54                     | Tiffany Cromwell (AUS)         | 12e                    |
| 55                     | Agnieszka Skalniak-Sójka (POL) | 49e                    |
| 56                     | Maike van der Duin (NED)       | 7e                     |

| Fenix-Deceuninck FED | Fenix-Deceuninck FED                  | Fenix-Deceuninck FED |
| -------------------- | ------------------------------------- | -------------------- |
| Num                  | Coureuse                              | Pos                  |
| 61                   | Cecilia van Zuthem (NED)              | 18e                  |
| 62                   | Maria Martins (POR)                   | 14e                  |
| 63                   | Julie De Wilde (BEL)                  | AB                   |
| 64                   | Evy Kuijpers (NED)                    | 71e                  |
| 65                   | Christina Schweinberger (AUT) (route) | 8e                   |
| 66                   | Marthe Truyen (BEL)                   | 16e                  |

| Israel-Premier Tech Roland CGS | Israel-Premier Tech Roland CGS | Israel-Premier Tech Roland CGS |
| ------------------------------ | ------------------------------ | ------------------------------ |
| Num                            | Coureuse                       | Pos                            |
| 71                             | Hannah Buch (GER)              | 44e                            |
| 72                             | Sofia Collinelli (ITA)         | 84e                            |
| 73                             | Fien Delbaere (BEL)            | 83e                            |
| 74                             | Silvia Magri (ITA)             | AB                             |
| 75                             | Mia Griffin (IRL)              | 47e                            |
| 76                             | Nguyễn Thị Thật (VIE) (route)  | AB                             |

| Movistar Team MOV | Movistar Team MOV      | Movistar Team MOV |
| ----------------- | ---------------------- | ----------------- |
| Num               | Coureuse               | Pos               |
| 81                | Aude Biannic (FRA)     | 22e               |
| 82                | Alicia González (ESP)  | 27e               |
| 83                | Sheyla Gutiérrez (ESP) | 74e               |
| 85                | Lourdes Oyarbide (ESP) | 60e               |
| 86                | Gloria Rodríguez (ESP) | 69e               |

| Liv Racing TeqFind LIV | Liv Racing TeqFind LIV         | Liv Racing TeqFind LIV |
| ---------------------- | ------------------------------ | ---------------------- |
| Num                    | Coureuse                       | Pos                    |
| 91                     | Rachele Barbieri (ITA)         | 51e                    |
| 92                     | Eva Buurman (NED)              | 86e                    |
| 93                     | Valerie Demey (BEL)            | 63e                    |
| 94                     | Jeanne Korevaar (NED)          | AB                     |
| 95                     | Marta Jaskulska (POL)          | 13e                    |
| 96                     | Tereza Neumanová (CZE) (route) | 36e                    |

| Team DSM DSM | Team DSM DSM           | Team DSM DSM |
| ------------ | ---------------------- | ------------ |
| Num          | Coureuse               | Pos          |
| 101          | Pfeiffer Georgi (GBR)  | 1re          |
| 102          | Daniek Hengeveld (NED) | 64e          |
| 103          | Megan Jastrab (USA)    | 4e           |
| 104          | Franziska Koch (GER)   | 23e          |
| 105          | Charlotte Kool (NED)   | 70e          |
| 106          | Maeve Plouffe (AUS)    | AB           |

| FDJ-Suez FST | FDJ-Suez FST           | FDJ-Suez FST |
| ------------ | ---------------------- | ------------ |
| Num          | Coureuse               | Pos          |
| 111          | Clara Copponi (FRA)    | 15e          |
| 112          | Eugénie Duval (FRA)    | 53e          |
| 113          | Emilia Fahlin (SWE)    | 52e          |
| 115          | Victorie Guilman (FRA) | 58e          |
| 116          | Jade Wiel (FRA)        | AB           |

| Uno-X Pro Cycling Team UXT | Uno-X Pro Cycling Team UXT     | Uno-X Pro Cycling Team UXT |
| -------------------------- | ------------------------------ | -------------------------- |
| Num                        | Coureuse                       | Pos                        |
| 121                        | Anniina Ahtosalo (FIN) (route) | 79e                        |
| 122                        | Amalie Dideriksen (DEN)        | 6e                         |
| 123                        | Marte Berg Edseth (NOR)        | AB                         |
| 124                        | Wilma Olausson (SWE)           | AB                         |
| 125                        | Julie Norman Leth (DEN)        | 11e                        |
| 126                        | Amalie Lutro (NOR)             | 66e                        |

| Ceratizit-WNT Pro Cycling WNT | Ceratizit-WNT Pro Cycling WNT | Ceratizit-WNT Pro Cycling WNT |
| ----------------------------- | ----------------------------- | ----------------------------- |
| Num                           | Coureuse                      | Pos                           |
| 131                           | Franziska Brauße (GER)        | 42e                           |
| 132                           | Mylène de Zoete (NED)         | 43e                           |
| 133                           | Cédrine Kerbaol (FRA)         | 19e                           |
| 134                           | Martina Fidanza (ITA)         | 81e                           |
| 135                           | Kathrin Schweinberger (AUT)   | 35e                           |
| 136                           | Lea Lin Teutenberg (GER)      | 67e                           |

| AG Insurance-Soudal Quick-Step AGS | AG Insurance-Soudal Quick-Step AGS | AG Insurance-Soudal Quick-Step AGS |
| ---------------------------------- | ---------------------------------- | ---------------------------------- |
| Num                                | Coureuse                           | Pos                                |
| 142                                | Julia Borgström (SWE)              | 20e                                |
| 144                                | Romy Kasper (GER)                  | 45e                                |
| 145                                | Lone Meertens (BEL)                | 54e                                |
| 146                                | Marthe Goossens (BEL)              | 38e                                |

| Lotto Dstny Ladies LDL | Lotto Dstny Ladies LDL  | Lotto Dstny Ladies LDL |
| ---------------------- | ----------------------- | ---------------------- |
| Num                    | Coureuse                | Pos                    |
| 151                    | Julie Hendrickx (BEL)   | 62e                    |
| 152                    | Mette Egtoft Jensen     | AB                     |
| 153                    | Kristýna Burlová (CZE)  | 34e                    |
| 154                    | Katrijn De Clercq (BEL) | 40e                    |
| 155                    | Mieke Docx (BEL)        | 50e                    |
| 156                    | Ines Van de Paar (BEL)  | AB                     |

| Duolar-Chevalmeire DCH | Duolar-Chevalmeire DCH | Duolar-Chevalmeire DCH |
| ---------------------- | ---------------------- | ---------------------- |
| Num                    | Coureuse               | Pos                    |
| 161                    | Kelly Druyts (BEL)     | AB                     |
| 162                    | Danique Braam (NED)    | 21e                    |
| 163                    | Tara Gins (BEL)        | AB                     |
| 164                    | Antonia Gröndahl (FIN) | 57e                    |
| 165                    | Andrea Martinez (MEX)  | AB                     |
| 166                    | Minke Bakker (NED)     | AB                     |

| Lifeplus Wahoo DRP | Lifeplus Wahoo DRP         | Lifeplus Wahoo DRP |
| ------------------ | -------------------------- | ------------------ |
| Num                | Coureuse                   | Pos                |
| 171                | Typhaine Laurance (FRA)    | AB                 |
| 172                | Maddie Leech (GBR)         | AB                 |
| 173                | Kate Richardson (GBR)      | AB                 |
| 174                | Kaja Rysz (POL)            | 24e                |
| 175                | April Tacey (GBR)          | 48e                |
| 176                | Babette van der Wolf (NED) | 25e                |

| Parkhotel Valkenburg PHV | Parkhotel Valkenburg PHV  | Parkhotel Valkenburg PHV |
| ------------------------ | ------------------------- | ------------------------ |
| Num                      | Coureuse                  | Pos                      |
| 181                      | Pien Limpens (NED)        | AB                       |
| 182                      | Scarlett Souren (NED)     | 65e                      |
| 183                      | Kirstie van Haaften (NED) | 39e                      |
| 184                      | Lisa Van Helvoirt (NED)   | 82e                      |
| 185                      | Sofie van Rooijen (NED)   | 80e                      |
| 186                      | Marith Vanhove (BEL)      | 68e                      |

| Proximus-Alphamotorhomes-Doltcini ___ | Proximus-Alphamotorhomes-Doltcini ___ | Proximus-Alphamotorhomes-Doltcini ___ |
| ------------------------------------- | ------------------------------------- | ------------------------------------- |
| Num                                   | Coureuse                              | Pos                                   |
| 191                                   | Ilse Grit (NED)                       | AB                                    |
| 192                                   | Caren Commissaris (NED)               | AB                                    |
| 193                                   | Margarita Lopez (ESP)                 | AB                                    |
| 194                                   | Melissa Hofman (NED)                  | AB                                    |
| 195                                   | Céline van Houtum (NED)               | 85e                                   |
| 196                                   | Nienke Wasmus (NED)                   | AB                                    |

| Coop-Hitec Products HPU | Coop-Hitec Products HPU | Coop-Hitec Products HPU |
| ----------------------- | ----------------------- | ----------------------- |
| Num                     | Coureuse                | Pos                     |
| 201                     | Kerry Jonker (RSA)      | AB                      |
| 202                     | Georgia Danford (AUS)   | 87e                     |
| 203                     | Jessica Roberts (GBR)   | 55e                     |
| 204                     | Tiril Jørgensen (NOR)   | AB                      |
| 205                     | Sylvie Swinkels (NED)   | AB                      |
| 206                     | Nora Tveit (NOR)        | 46e                     |

## Prix
Les prix sont égaux à ceux des hommes avec un total de 40 000 €.